# Herb gminy Krasnopol
Herb gminy Krasnopol – jeden z symboli gminy Krasnopol, ustanowiony 28 stycznia 2010.

## Wygląd i symbolika
Herb przedstawia na tarczy w polu czerwonym złotą łódź (herb Korab), a nad nią srebrną rękę z mieczem ze złotą rękojeścią i srebrnym ostrzem (nawiązanie do herbu Pogoń).